# Urostylididae
Die Urostylididae sind eine Familie der Wanzen (Heteroptera) innerhalb der Teilordnung Pentatomomorpha. Der früher für die Familie verwendete Name Urostylidae wurde auf Grund einer Homonymie mit einer gleichnamigen Familie der Wimpertierchen in die grammatikalisch korrekte Schreibweise Urostylididae korrigiert. Nach einer umfassenden Studie der Pentatomoidea aus dem Jahr 2008 anhand von morphologischen Merkmalen und DNA-Sequenzen zeigte sich, dass der lange Zeit als zweite Unterfamilie der Urostylididae betrachteten Gruppe nunmehr als Saileriolidae Familienrang zukommt.

## Merkmale
Die Wanzen sind ziemlich groß und haben deutlich mehr als 5 und bis 14 Millimeter Körperlänge. Viele Arten sehen den Randwanzen (Coreidae) ähnlich. Die Fühler sind in der Regel lang. Die Beine sind ebenso lang. Der Körper ist im Vergleich zu anderen Vertretern der Pentatomoidea mehr langgestreckt. Die Trichobothria am Hinterleib befinden sich am dritten bis siebten Sternum und sind paarweise und schräg angeordnet.

## Vorkommen
Die Verbreitung der Familie umfasst den Süden und Osten Asiens und reicht im Norden bis in den Osten der Paläarktis und im Südwesten nach Neuguinea.

## Lebensweise
Die Lebensweise der Gruppe ist bisher noch unbekannt.

## Taxonomie und Systematik
Die taxonomische Stellung der Familie war lange Zeit unklar. Die Gruppe wurde zu den Stachelwanzen (Acanthosomatidae), den Feuerwanzen (Pyrrhocoridae) und den Baumwanzen (Pentatomidae) gezählt. Nach einer umfassenden Studie der Pentatomoidea aus dem Jahr 2008 anhand von morphologischen Merkmalen und DNA-Sequenzen zeigte sich, dass der lange Zeit als zweite Unterfamilie der Urostylididae betrachteten Gruppe nunmehr als Saileriolidae Familienrang zukommt. Somit umfasst die Familie Urostylididae nur mehr die vormals der Unterfamilie Urostylinae zugerechneten Arten. Die Gruppe ist die am wenigsten entwickelte Gruppe der Pentatomoidea und steht zu allen übrigen Familien in einem Schwestergruppenverhältnis.
Folgende Gattungen werden der Familie zugerechnet:
- Gattung Parurochela
- Gattung Tessaromerus
- Gattung Urochela
- Gattung Urostylis

## Belege